# Rubén González (pianist)
Rubén González (26 mei 1919 – 8 december 2003) was een Cubaanse pianist. Hij leerde piano spelen op de muziek-middelbare school van Cienfuegos. Later begon hij aan een studie medicijnen, maar hij stopte hiermee vanwege financiële problemen. In 1943 bracht hij zijn eerste opname uit, die hem al snel bekend maakte in Cuba en de rest van Latijns-Amerika. Sinds de jaren zestig speelde hij 25 jaar te Havana in de band van Enrique Jorrin.
Rubén González ging eind jaren 80 met pensioen, maar in 1996 kwam hij met een nieuw soloalbum Introducing...Rubén González. In 1997 speelde hij mee op een album van de Amerikaanse producent & gitarist Ry Cooder, Buena Vista Social Club. De regisseur Wim Wenders maakte onder dezelfde naam een biografische film over Rubén González en zijn collega's, waardoor hij in de rest van de wereld bekend werd.
Rubén González trad voor laatst op in Mexico en Cuba in 2002. Zijn gezondheid werd toen al slechter: hij leed aan artrose en had problemen met zijn longen en nieren. Hij stierf op 8 december 2003 na een lang ziekbed.